# Bertil Ohlin
Bertil Ohlin (n. 23 aprilie 1899, Parish of Klippan⁠(d), Kristianstads län⁠(d), Suedia – d. 3 august 1979, Vålådalens Fjällstation⁠(d), Suedia) a fost un economist suedez, laureat al Premiului Nobel pentru economie în 1977.